# Rave music
Rave music o música rave es una categoría que engloba diferentes formas de música electrónica de baile que están asociadas con la escena rave.

## Características
Normalmente, el término se utiliza para describir un tipo de música energética y rápida, y que incluye algún tipo de elemento del trance, ya sea a través de samples, de loops o de sintetizadores. Existen también formas de música rave menos intensas, como el ambient o la música chill out. Este otro tipo de música más tranquila es la que solía sonar en la segunda sala de las raves, o "chill out room".
La rave music surge a continuación del auge de la música house. Inicialmente consistía en una combinación de acid house, New beat, breakbeat hardcore rápido y alguna forma de techno, normalmente cerca del hardcore. Entre los pioneros de este estilo en los primeros años 1990 se encuentran Nebula II, Acen, Altern-8, The Prodigy, Utah Saints y The Shamen. 
Hacia mediados de los años 1990, el término pasó a utilizarse de modo más genérico para referirse a cualquier estilo (o combinación) que pudiera ser tocado en una rave. En este sentido, la rave music se asocia más con un tipo de evento o fiesta que con un género musical concreto.

## Géneros
Existen diferentes géneros que se asocian con la rave music, como lo son: House, Trance, Techno (con todos sus subgéneros y derivados), Jungle, Drum & Bass, Psytrance, Hardcore, Hardstyle, Gabber, Dubstep, Hard Trance, Hands Up, Tech Trance, Darkpsy, Minimal, Goa, Forest, Progressive, Full on, High Tech, Hi Poder